# Sinofranchetia
Genre
Espèce
Classification APG III (2009)
Répartition géographique
Sinofranchetia est un genre monospécifique de plantes à fleurs de la famille des Lardizabalacées. Il ne comprend qu'une seule espèce, Sinofranchetia chinensis, endémique de Chine.
Nom chinois du genre : 串果藤属

## Description[1]
Les plantes de ce genre sont des plantes grimpantes vivaces, robustes et vigoureuses, glabres, aux tiges ligneuses. Elles peuvent atteindre 9 m de haut.
Les feuilles sont alternes, caduques, au pétiole très long (jusqu'à 20 cm). Elles comptent trois folioles : les folioles latérales sont assez semblables, plus petites que la foliole terminale mais dont la base est asymétrique.
Le suc s'écoulant lors du sectionnement de la tige n'est pas rouge, ce qui distingue ce genre du genre Sargentodoxa très proche.
L’inflorescence est axillaire en racème corymbiforme d'une longueur pouvant atteindre 30 cm.
Les fleurs sont monoïques et comptent toutes six sépales, de couleur blanc-verdâtre à violet, mais aussi six pétales très menus, opposés aux étamines ou aux staminodes et nectarifères : ce dernier caractère est aussi une caractéristique du genre Parvatia).
Les fleurs mâles ont six étamines soudées à la base mais libres - au filet non soudé au style - sur le reste de leur longueur ; elles comportent un pistil à trois carpelles stériles, environ deux fois plus court que les étamines.
Les fleurs femelles possèdent un pistil syncarpe de trois carpelles et six staminodes.
Les fruits sont des follicules indéhiscents, pulpeux, de forme oblongue à ellipsoïdale, violet-pourpre, de 2 cm de long sur 1,5 cm de large.
Les graines, environ 20 par carpelle, sont disposées dans la pulpe en deux rangées parallèles au sein du carpelle de part et d'autre de sa suture.

## Position taxonomique et historique
En 1894, Adrien René Franchet décrit une plante sous le nom de Parvatia chinensis à partir d'un exemplaire collecté en Chine dans le Sechuan par le révérend père Farges. Cette description correspond aux caractéristiques du genre Parvatia fondée sur celles de la fleur : présence de pétales nectarifères et étamines aux filaments libres, malgré les autres différences sensibles.
En 1900, Friedrich Ludwig Emil Diels replace l'espèce dans le genre Holboellia : Holboellia chinensis (Franch.) Diels. Il crée par la même occasion un sous-genre du genre Holboellia : Sinofranchetia. Ce nom, en hommage à Adrien René Franchet, inclut le préfixe « sino » afin de le distinguer du genre Franchetia déjà donné à un genre de la famille des Rubiacées par Henri Ernest Baillon en 1885.
En 1906, Gaston Réaubourg produit une nouvelle description de l'espèce.
En 1907, William Botting Hemsley fait du sous-genre un genre à part entière et l'espèce devient : Sinofranchetia chinensis.
Les récentes études philogénétiques le maintiennent toutes comme genre distinct (Wang Wei et al. et Wang Feng et al., en référence).
En 2000, Alexander Borissovitch Dowels fait de ce genre le genre type de la famille des Sinofranchetiaceae.
Le genre ne comprend qu'une seule espèce(sources : différents index (l'index international des noms de plante, index du jardin botanique de Saint Louis du Missouri, the Plant List) et des documents cités en référence) :
- Sinofranchetia chinensis (Franch.) Hemsl.

Cette espèce compte elle-même trois synonymes :
- Holboellia chinensis (Franch.) Diels (1900)
- Holboellia chinensis Reaub. (1906)
- Parvatia chinensis Franch. (1894)

## Distribution
Ce genre est endémique de Chine et en est originaire des zones centrales  : Gansu, Nord Guandong, Hubei, Ouest Hunan, Sud Shaanxii, Sichuan, Nord-Est Yunnan.
Son usage ornemental en lianes décoratives l'a répandu à l'ensemble des zones tempérées.

## Utilisation
Les fruits de cette espèce sont comestibles (pulpe).
La principale utilisation actuelle est ornementale. Quelques horticulteurs commencent à commercialiser cette liane en France.

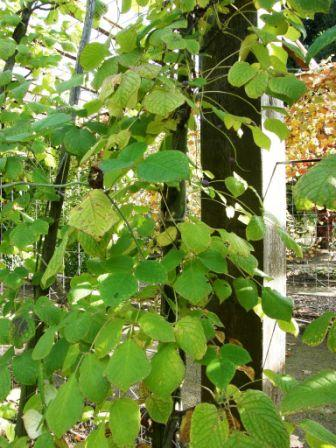
Plante.
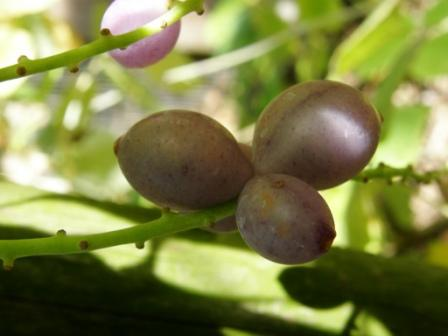
Fruits.
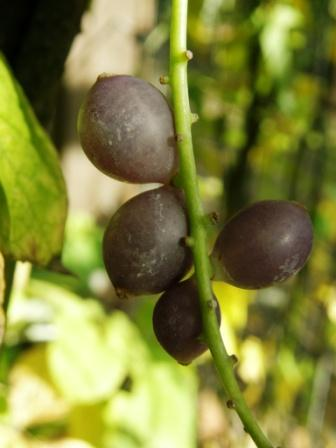
Fruits.